# Угловое расстояние
Угловое расстояние — мера видимого расстояния между двумя точками или объектами, выраженная в угловых единицах дуги, при условии, что наблюдатель находится в вершине угла, концами которого являются две рассматриваемые точки. Угловой диаметр является частным случаем углового размера. Применяется как в геометрии и тригонометрии, так и во всех естественных науках, в частности, в астрономии и геофизике.
Термин «угловое расстояние» фактически означает то же, что «угол», но используется для обозначения линейного расстояния между этими объектами (например, звездами, наблюдаемыми с Земли).

## Астрономия
В астрономии является фундаментальной величиной, определяющей положение любого объекта на небесной сфере по его небесным координатам: либо в угловых единицах, либо во времени. Азимут, высота, склонение или прямое восхождение объекта на небе, среди прочего, являются небесными координатами. Любое из них — это угловое расстояние до точки или плоскости отсчёта: горизонта, небесного экватора, меридиана и так далее.

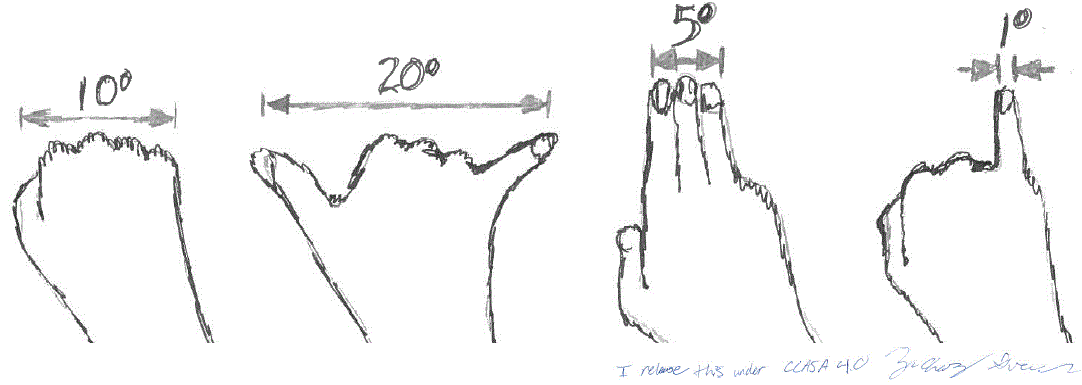
Измерения производятся руками и пальцами, при условии, что рука вытянута:
— сжатый кулак покрывает около 10°;
— расстояние между вытянутым мизинцем и вытянутым большим около 20°;
— указательный, средний и безымянный пальцы покрывают примерно 5°;
— конец мизинца покрывает примерно 1°.

Для визуальных наблюдений без претензий на точность можно вычислить угловое расстояние, конечно, с приближениями порядка степени, и, конечно, очень грубо.
Отдельные вариации — длина руки, толщина пальцев и так далее — меняют значения в первых приближениях, но не так важны для определения местоположения звезды или планеты, видимой невооруженным глазом или для связи созвездия с соседями.
Поскольку угловое расстояние концептуально совпадает с углом, оно измеряется в тех же единицах, например, градусах или радианах и с использованием таких приборов, как гониометры или оптические приборы, специально предназначенные для поворота в четко определённых направлениях и записи соответствующих углов (такие как телескопы).
Чтобы рассчитать угловое расстояние {\displaystyle \theta } в угловых секундах для
двойных звёздных систем, экзопланет, объектов Солнечной системы и других астрономических объектов, используется размер большой полуоси, выраженной в астрономических единицах (а. е.), деленное на расстояние D, выраженное в парсеках, согласно приближению малых углов для {\displaystyle \operatorname {tg} \theta ={\frac {a}{D}}}:
{\displaystyle \theta \approx {\dfrac {a}{D}}}.
Учитывая два угловых положения, каждое из которых определяется прямым восхождением (RA), {\displaystyle \alpha \in [0,2\pi ]} и склонением (dec), {\displaystyle \delta \in [-\pi /2,\pi /2]} угловое расстояние между двумя точками можно рассчитать, используя следующую формулу:
{\displaystyle \theta =\cos ^{-1}\left[\sin(\delta _{1})\sin(\delta _{2})+\cos(\delta _{1})\cos(\delta _{2})\cos(\alpha _{1}-\alpha _{2})\right]}.